# 井下駅
井下駅（チョンハえき）は大韓民国忠清北道清州市清原区にかつて存在した、大韓民国鉄道庁の駅である。

## 歴史
- 1923年4月28日：開業[1]。
- 1974年8月15日：複線化に伴い廃止[2]。